# Dorsifulcrum fuscum
Dorsifulcrum fuscum är en fjärilsart som beskrevs av Claude Herbulot 1979. Dorsifulcrum fuscum ingår i släktet Dorsifulcrum och familjen mätare. Inga underarter finns listade i Catalogue of Life.